# Bò Yanbian
Bò Yanbian là một giống bò có nguồn gốc ở đông bắc Trung Quốc. Chúng thuộc về lớp "màu vàng" của các giống bò Trung Quốc, và có quan hệ gần gũi với giống bò Hàn Quốc, đã phân biệt với tổ tiên chung vào cuối thế kỷ XIX / đầu thế kỷ XX. Không giống như phần lớn các giống bò có nguồn gốc từ Trung Quốc, Yanbian không có giống tổ tiên với bò Zebu. Chúng chủ yếu phân bố ở Đông Bắc Trung Quốc, ở các tỉnh Cát Lâm, Hắc Long Giang và Liêu Ninh. Trong năm 2010, ước tính có 210.000 cá thể bò giống này.
Con cái cao 122 cm tính từ bả vai, dài 141 cm và nặng trung bình 365 kg; bò đực cao 131 cm ở các vai, dài 152 cm và nặng trung bình 465 kg. Màu lông của chúng chủ yếu là màu vàng, và cả con đực và con cái đều gầy còi.
Chúng chủ yếu được sử dụng làm động vật kéo cày trợ giúp công việc đồng áng, đặc biệt là trong sản xuất lúa gạo. Bò giống này cũng đang ngày càng được nuôi dưỡng với mục đích lấy thịt, với tỷ lệ bò được sử dùng để cày bừa là 40-48%. Tuy nhiên, chúng có tốc độ tăng trưởng chậm, do đó tiềm năng sản xuất còn hạn chế. Yanbian đã được đem lai với giống bò Limousin vào năm 1987 để sản xuất giống bò Yan Yellow, nhằm cải thiện chất lượng sản xuất thịt bò.